# 1995 في النمسا
فيما يلي قوائم الأحداث التي وقعت خلال عام 1995 في النمسا.

## سياسة

### تعيين في المنصب
- 4 مايو – فولفغانغ شوسل Vice-Chancellor of Austria [الإنجليزية]‏، وزير خارجية النمسا [الإنجليزية]‏.
- 17 مايو – إيفا ماريا فايبل Landesrat ‏.

## رياضة
- 27 أغسطس – بطولة أوروبا للألعاب المائية 1995

## أفلام
من الأفلام التي صدرت هذه السنة في النمسا:
- 27 يناير – قبل الشروق من إخراج ريتشارد لينكليتر.

## مواليد

### أكتوبر
- 15 أكتوبر – جاكوب بولتل لاعب كرة سلة نمساوي.

## وفيات

### مارس
- 9 مارس – إدورد بيرنيز (مواليد 1891)

### سبتمبر
- 9 سبتمبر – راينهارد فورير (مواليد 1940)

### أكتوبر
- 16 أكتوبر – غونتر هابيتش (مواليد 1952) لاعب كرة قدم نمساوي.